# 방사선 생물학
방사선 생물학(放射線生物學, radiation biology, radiobiology)은 방사선과 방사성 물질이 생명 현상에 미치는 영향과 그 체제를 연구하는 학문으로, 생물학의 한 분야이다.

## 같이 보기
- 영상의학
- 방사선 공포증